# 천년생태계평가
천년생태계평가(Millennium Ecosystem Assessment)는 2005년 지구 생태계 연구 및 정책입안자들에게 관련 지침 제공을 제공한 보고서로서 전 세계 천 여 명 정도의 주요 과학자들이 참여했다.
보고서는 인간의 활동이 세계 생태계의 생물학적 다양성에 미치는 영향이 심각해지고 있으며 생태계의 복원성과 환경의 자정력이 줄어들고 있다고 결론 내렸다. 보고서는 자연환경이 생명을 지탱하는 체계라고 밝혔으며 24개의 생태계 부문을 나눠 조사했고 지난 50년간 4개의 부문만이 개선됐고 15부문은 심각한 손상 및 역량감소, 5곳은 안정세라고 밝혔다. 이는 세계 곳곳이 환경 위협에 직면하고 있음을 의미한다.